# Тавмант
Тавмант (грец. Thaumas, род. відм. Thaumantos) — син Понта й Геї, чоловік океаніди Електри, батько Арки, Іриди та гарпій.